# 5553 Chodas
5553 Chodas è un asteroide della fascia principale. Scoperto nel 1984, presenta un'orbita caratterizzata da un semiasse maggiore pari a 2,7374966 UA e da un'eccentricità di 0,2060335, inclinata di 9,78488° rispetto all'eclittica.